# Oliszki (powiat moniecki)
Oliszki – wieś w Polsce położona w województwie podlaskim, w powiecie monieckim, w gminie Mońki.
W latach 1975–1998 miejscowość należała administracyjnie do województwa białostockiego.
Wierni kościoła rzymskokatolickiego należą do parafii Matki Boskiej Częstochowskiej i św. Kazimierza w Mońkach.

## Historia
Według spisu ludności z 30 września 1921 w Oliszkach zamieszkiwało ogółem 71 osób z czego mężczyzn - 32, kobiet - 39. Budynków mieszkalnych było 14.